# Cuba Gooding Jr.
Cuba Gooding Jr. (El Bronx, Nueva York, 2 de enero de 1968) es un actor estadounidense, ganador del premio Óscar al mejor actor de reparto en 1997 por su actuación en el filme Jerry Maguire. Ha tenido numerosos papeles destacados en películas, como Me llaman Radio, Hombres de honor o Pearl Harbor, entre otras.

## Biografía
Nació en el Bronx (Nueva York) el 2 de enero de 1968. Hijo de la cantante Shirley Sullivan y de Cuba Gooding Sr., cantante del grupo The Main Ingredient, con los que tuvo un gran éxito con el tema Everybody Plays the Fool (1972), lo que le permitió cambiar la vida de su familia y mudarse a Los Ángeles, donde creció Gooding Jr.
A los dieciséis años, debutó como breakdancer en una actuación de Lionel Richie en los Juegos Olímpicos de Los Ángeles 1984. Posteriormente, actuó en una producción escolar y en la serie Hill Street Blues. Como no le fue todo lo bien que pensaba, decidió estudiar actuación.

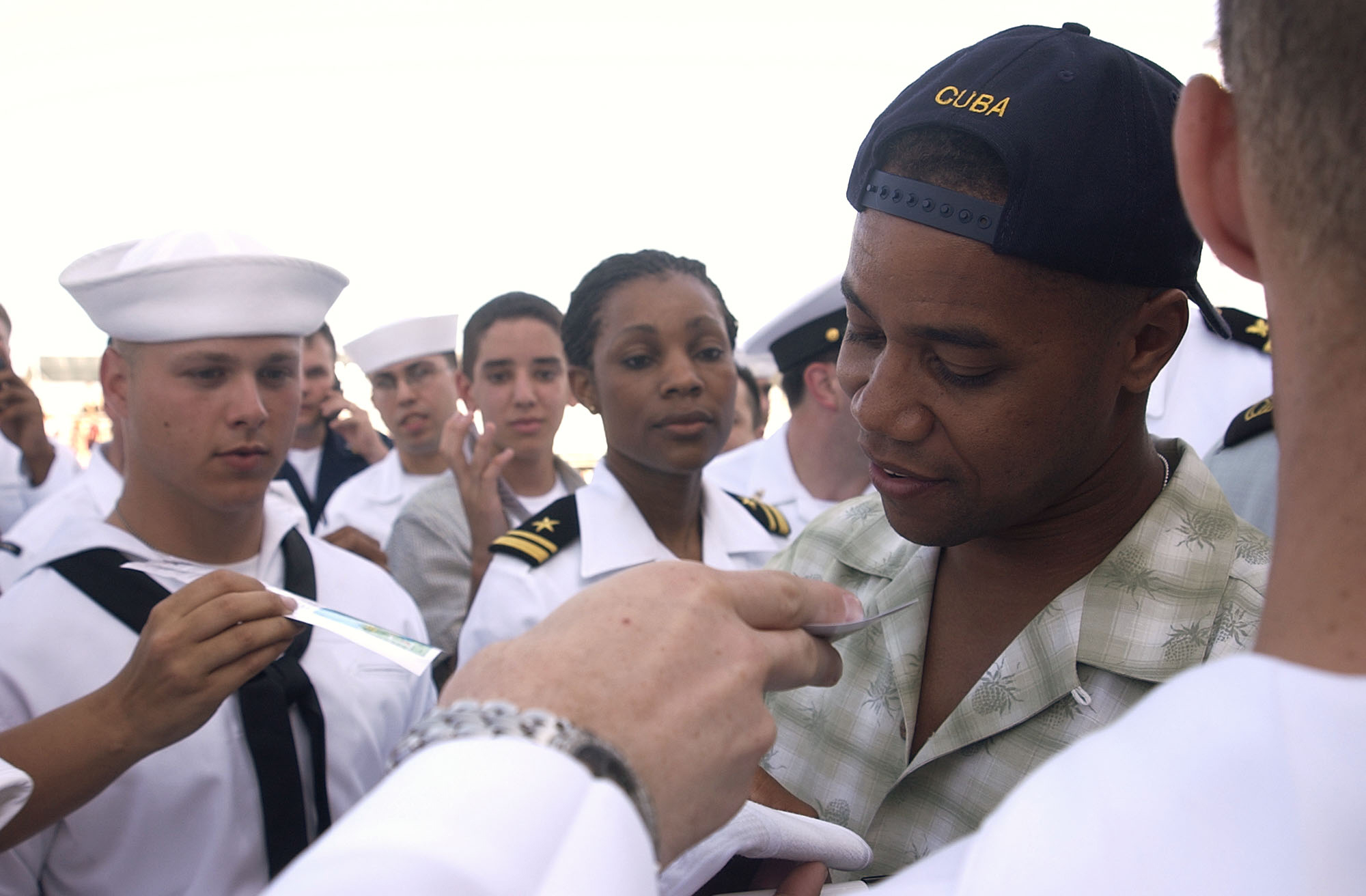

Tras aparecer en anuncios publicitarios y en series como MacGyver, en el episodio «El rinoceronte negro», su primera aparición en el cine fue en El príncipe de Zamunda (1988), con Eddie Murphy.
En 1990, John Singleton lo eligió para el papel principal de su ópera prima, Los chicos del barrio (Boyz'N the Hood, 1991), centrada en un grupo de jóvenes negros que se enfrentan a la droga y la delincuencia. Ese fue el primer éxito de Cuba. Protagonizó Outbreak (1995) junto con Dustin Hoffman, Kevin Spacey y Rene Russo. Se dio a conocer mundialmente cuando Cameron Crowe lo incluyó como actor de reparto en Jerry Maguire (1996), un gran éxito comercial que lo convirtió en una figura popular y que le hizo ganador del Óscar al mejor actor de reparto.
Realizó además una serie de anuncios para Pepsi y la película Chill Factor, donde interpreta a un heladero que debe proteger un secreto militar con la ayuda de un cocinero.
En el filme Pearl Harbor (2001), realiza una destacable actuación como el cocinero negro Doris Miller.
Gooding Jr. ha actuado en varios filmes de corte humorístico que es el terreno donde se desenvuelve notablemente y también en el género dramático tales como Hombres de honor lo que revela sus innatas dotes interpretativas, incluso en diversos géneros.
En mayo de 2009, el actor viajó a España para presidir el jurado del III Festival Internacional de Cine de Ibiza, un certamen dedicado al cine independiente y apadrinado por cineastas como Terry Gilliam y John Hurt.
En 2015, forma parte de la serie Forever de la cadena ABC apareciendo en tres episodios de la primera temporada como Issac Monroe, un pretendiente de la detective Jo Martínez. Interpretó a O.J. Simpson en la serie American Crime Story, una serie antológica basada en crímenes reales, y también interpretó a Dominic Banks en American Horror Story: Roanoke.
En 2019, una mujer denunció a Cuba Gooding Jr. por acoso sexual. A partir de esa fecha, surgieron varias acusaciones más en contra del actor. Gooding Jr. se declaró culpable de los cargos, por lo que el juez determinó que no entrara en la cárcel, pero que se sometiera a un tratamiento contra el alcoholismo.

## Vida personal
En 1994, Gooding se casó con su novia del instituto, Sara Kapfer, con quien tiene tres hijos, entre ellos al actor Mason Gooding. En 2014, Kapfer solicitó la separación legal de Gooding. Solicitó el divorcio en enero de 2017.

## Filmografía
- The Firing Squad (2024)[2]
- Angels Fallen: Warriors of Peace (2024)[3]
- The Weapon (2023)
- Life in a Year (2020)
- Bayou Caviar (2018)
- American Horror Story: Roanoke (2016), Dominic Banks
- American Crime Story: The People vs. O. J. Simpson (2016), O. J. Simpson
- Forever (2015, serie de televisión)
- Freedom (2014)
- The Butler (2013), Carter Wilson
- Machete Kills (2013)
- One in the Chamber (2012)
- Red Tails (2012)
- Sacrifice (2011)
- Ticking Clock, (2011)
- The Hit List (2011)
- Hardwired (2010)
- Gifted Hands: The Ben Carson Story (Manos Milagrosas, 2009), Benjamin «Benny» Carson
- Wrong Turn At Tahoe (A un paso de la muerte, 2009)
- Lies & Illusions (2009)
- Conspiración militar (2008), David Wolfe
- Linewatch (2008)
- American Gangster (2007)
- En busca del valle encantado XIII: La sabiduría de los amigos (2007)
- El campamento de papá (2007)
- Norbit (2007)
- Shadowboxer (2006)
- Home on the Range (2004)
- Boat trip (2003)
- The fighting temptations (2003)
- Me llaman Radio (Mike Tollin, 2003)
- Aventuras en Alaska (2002)
- Pearl Harbor (2001)
- In the Shadows (2001)
- Rat Race (2001)
- Hombres de honor (2000)
- Chill Factor (1999)
- A Murder of Crows (1999)
- Instinto (1999)
- Más allá de los sueños (1998)
- Mejor... imposible (1997)
- Jerry Maguire (1996)
- Escuadrón de combate 332 (1995)
- Losing Isaiah (1995)
- Outbreak (Estallido, 1995)
- Lightning Jack (1994)
- Blown Away (1994)
- Noche infernal, 1993
- A Few Good Men (1992)
- Gladiator (1992)
- Murder Without Motive: The Edmund Perry Story (1992)
- Los chicos del barrio (1991)
- El príncipe de Zamunda (1988)

## Premios y distinciones
Premios Óscar
| Año  | Categoría              | Película      | Resultado |
| ---- | ---------------------- | ------------- | --------- |
| 1997 | Mejor actor de reparto | Jerry Maguire | Ganador   |

Globos de Oro
| Año  | Categoría              | Película      | Resultado |
| ---- | ---------------------- | ------------- | --------- |
| 1996 | Mejor actor de reparto | Jerry Maguire | Candidato |

Premios del Sindicato de Actores
| Año  | Categoría                                         | Película                           | Resultado |
| ---- | ------------------------------------------------- | ---------------------------------- | --------- |
| 2010 | Mejor actor de televisión - Miniserie o telefilme | Gifted Hands: The Ben Carson Story | Candidato |
| 2008 | Mejor reparto                                     | American Gangster                  | Ganador   |
| 1996 | Mejor actor de reparto                            | Jerry Maguire                      | Ganador   |